# Creek Street Engineering

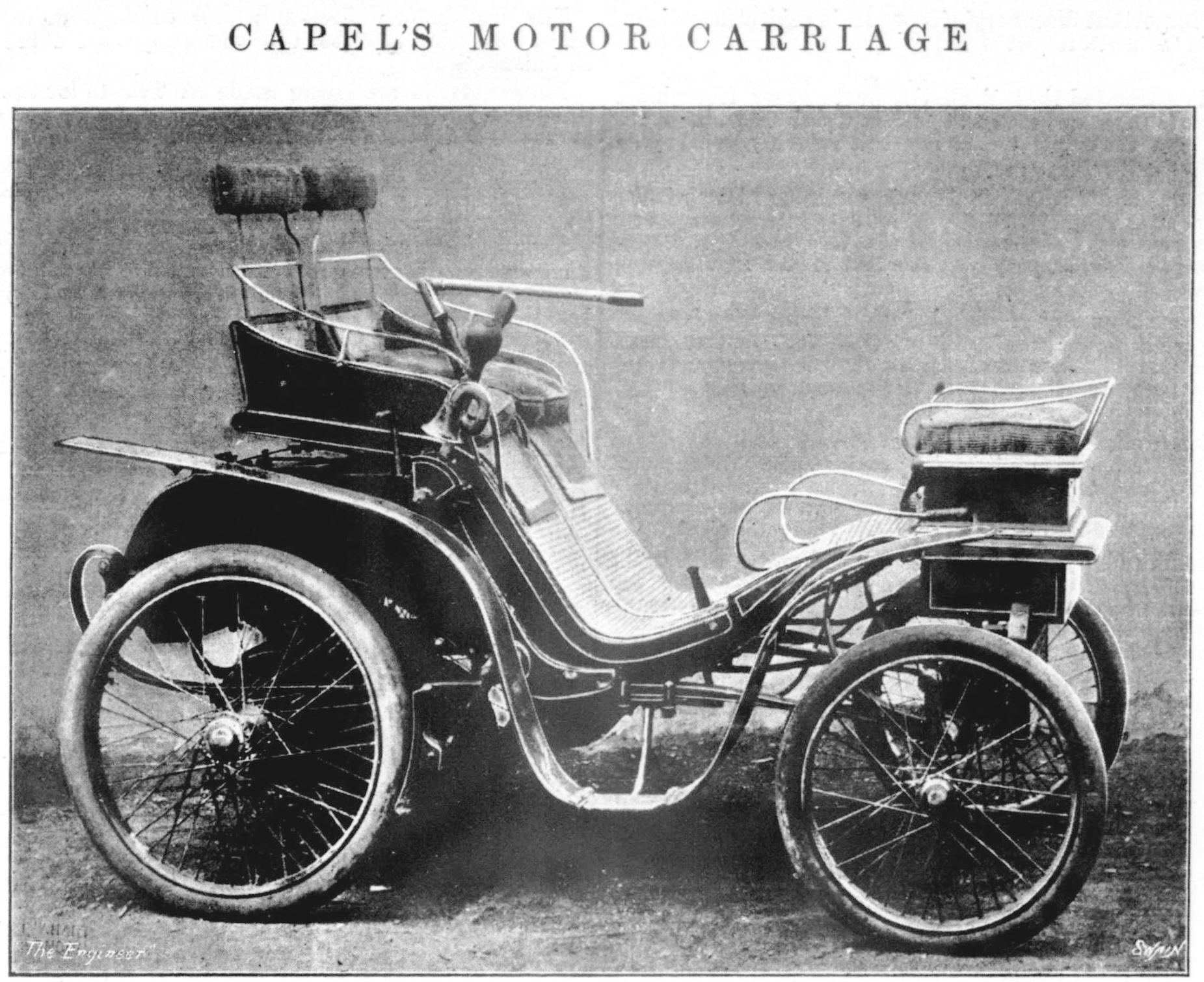
Capel 4 HP (1900)

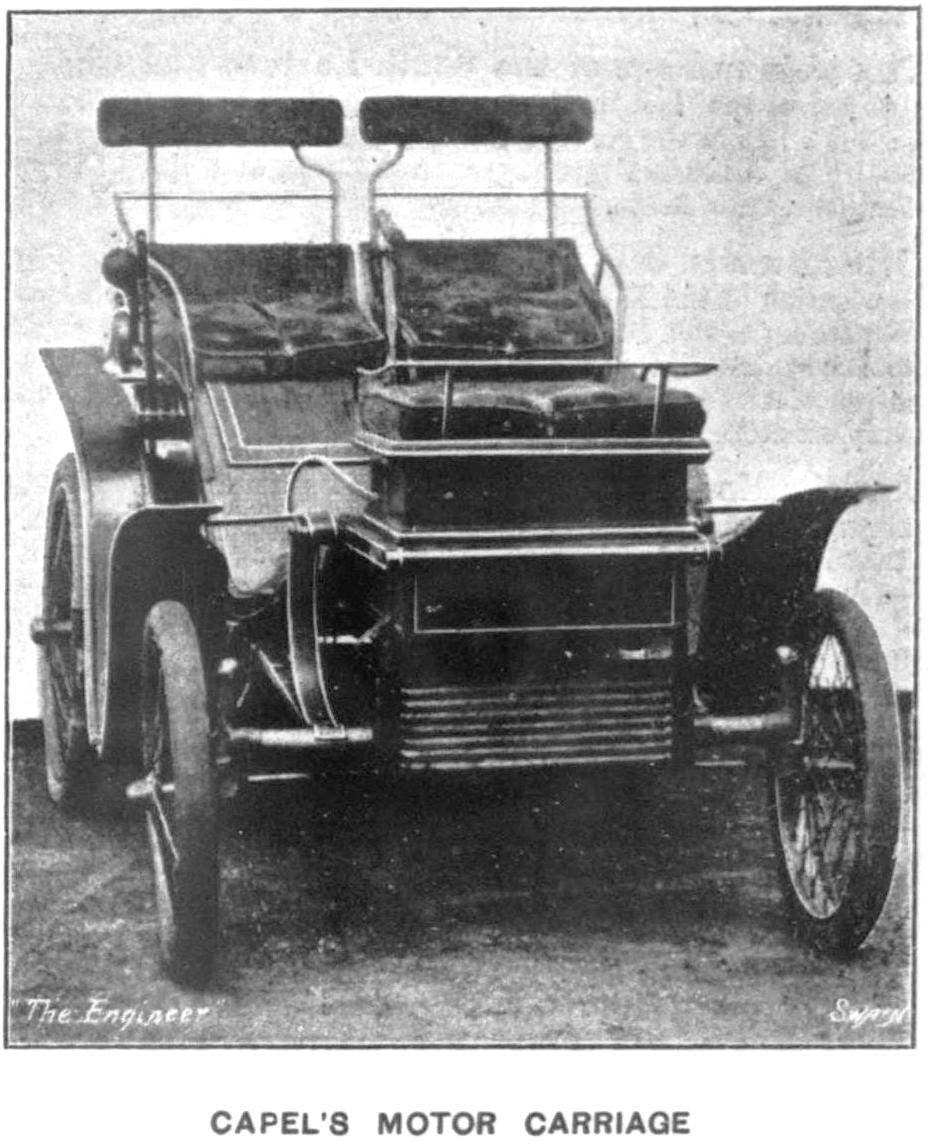
4 HP (1900)

Creek Street Engineering Co. Ltd. war ein britischer Hersteller von Automobilen.

## Unternehmensgeschichte
Das Unternehmen aus Deptford bei London begann 1900 mit der Produktion von Automobilen. Der Markenname lautete Capel. 1901 endete die Produktion. Es entstanden nur wenige Fahrzeuge.

## Fahrzeuge
Das einzige Modell war eine Voiturette. Das Fahrzeug basierte auf einem Entwurf von Herbert Capel vom Clarkson & Capel Steam Car Syndicate. Ein Zweizylindermotor mit 4 PS Leistung war unter dem Fahrersitz montiert und trieb die Hinterachse an. Das Fahrzeug bot Platz für drei Personen in Vis-à-vis-Anordnung.